# Mansão Nysø

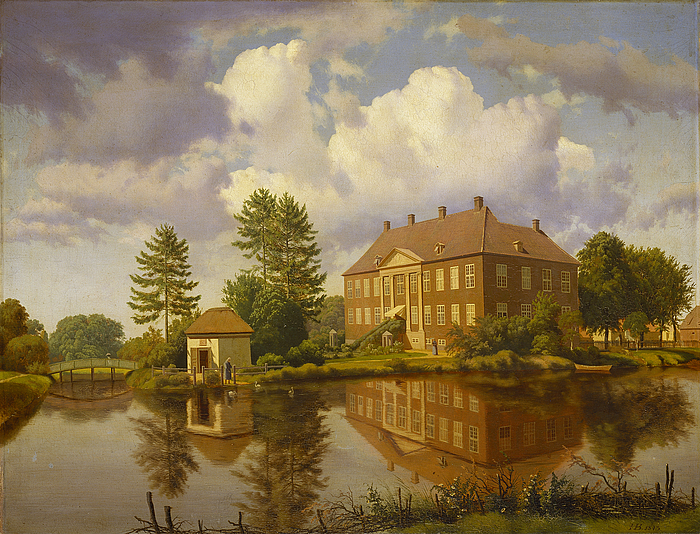
Nysø Manor com estúdio de Thorvaldsen, pintado em 1843 por Heinrich Buntzen (Museu Thorvaldsens)

A Nysø Manor, é uma mansão localizada perto de Præstø, no sudeste da ilha dinamarquesa de Sealand. O edifício foi construído em 1673 para Jens Lauridsen, um funcionário local. Atualmente abriga a Coleção Thorvaldsen, um grupo de obras do escultor dinamarquês Bertel Thorvaldsen, que viveu e trabalhou lá nos seus últimos anos.

## Arquitetura
A primeira mansão na Dinamarca a ser projetada no estilo barroco, é construída em tijolo vermelho e arenito, com um telhado de telhas vermelhas e um pedestal de granito como fundação. Acredita-se que seja obra do mestre construtor Ewert Janssen, que provavelmente também construiu pouco depois o Palácio de Charlottenborg em Copenhaga.
A casa é composta por uma ala principal com 11 vãos e alas laterais ao norte com uma entrada no meio. Os projetos centrais nos lados norte e sul são decorados com quatro pilastras jónicas que sustentam frontões triangulares. No lado norte, há um relógio com duas figuras cujos sinos contam as horas.

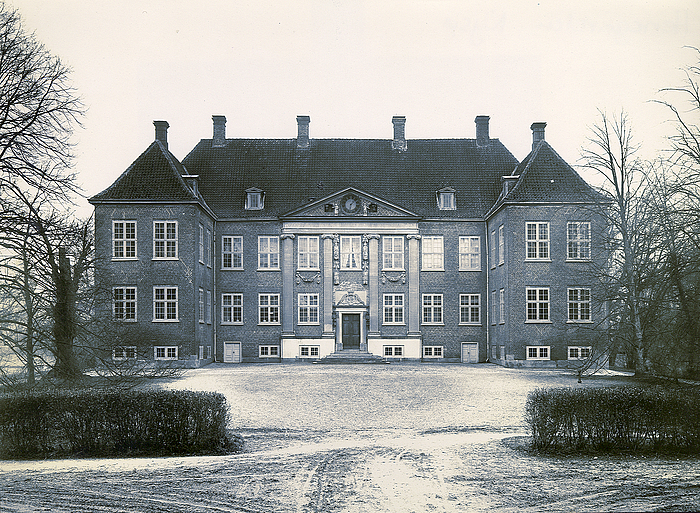
Nysø em 1938

## Lista de proprietários
- (1670-1687) Jens Lauridsen
- (1687-1707) Barbara Wilders presente Lauridsen
- (1707-1709) Anne Margrethe Lauridsdatter Lauridsen
- (1709-1742) Johann Nicolaus Voigt
- (1742-1761) Cathrine Kristine von Holstein presenteia Danneskiold-Samsøe
- (1761-1763) Gustav Frederico Holck
- (1763-1785) Henrik Adam Brockenhuus
- (1785-1795) Niels Lunde Reiersen
- (1795-1800) Pedro Thestrup
- (1800-1826) Holger Stampe
- (1826-1876) Henrik Stampe
- (1876-1892) Henrik Stampe
- (1892-1904) Holger Stampe-Charisius
- (1904-1925) Henrik Stampe
- (1925-1934) Selos de despedida
- (1934-1960) Birgitte Stampe presente Holst
- (1960-1990) Peter Stampe Holst
- (1990-2010) Peter Stampe Holst / Marianne Themsen presente Stampe Holst
- (2010-) Marianne Themsen presente Stampe Holst